# Životní cyklus vydání softwaru
Životní cyklus vývoje softwaru je v informatice posloupnost fází vývoje softwaru od počátečních nepublikovaných verzí, přes testovací verze po konečné vydání, po němž obvykle následuje vydávání aktualizovaných verzí, které by měly vylepšovat software, případně opravovat jeho chyby. Tento proces je obvykle součástí většího cyklu, v rámci kterého se postupně vydávají další verze softwarového produktu.

## Alfa verze
Alfa verze je verze softwaru, která je zpravidla poskytována pouze v rámci společnosti, která tento software vyvíjí. Jedná se o produkt, který většinou obsahuje všechny důležité funkce, avšak také mnoho chyb. Tato verze je proto testována pouze vývojáři, kteří vědí, jak tento software pracuje. V tomto stádiu vývoje se nalezne a odstraní nejvíce chyb. Jakmile jsou vážné chyby odstraněny, je obvykle vydána betaverze.

## Beta verze
Beta verze je softwarový produkt, na kterém je již opravena většina chyb, nicméně je pořád nestabilní a na jeho chování se nedá spolehnout. Teoreticky lze říci, že takovýto produkt může mít i destruktivní účinky pro ostatní software počítače.[zdroj?]
Betaverze jsou často volně (zdarma) ke stažení na internetu. Čistě komerční produkty jsou vystavovány na internetu, z důvodu betatestu, což prakticky znamená, že lidé sami produkt otestují, a to zdarma (např. Unreal Tournament 3 a hra The Crew). Uživatelé, kteří mají o software zájem, si tuto verzi programu stáhnou a používají. Chyby u těchto produktů se odesílají automaticky na sběrné servery[zdroj?], čímž se dají lehce vyhledat chyby v programu, a uživatel většinou ani nezjistí, že se něco děje (vyjma pádu produktu). Betatestování simuluje ostrý provoz softwaru na různých počítačích s různými uživatelskými schopnostmi a dalšími možnými variantami, které mohou mít vliv na funkčnost, použitelnost a stabilitu softwaru. Často je pojem betaverze nesprávně zaměňován s demoverzí[zdroj?], což jsou dva naprosto odlišné stavy softwaru.
Výhodou betatestování je to, že uživatel může zdarma používat daný software a vývojář získává důležité informace o fungování softwaru na daném počítači. Úskalím je ale nestabilní software, který může způsobovat v počítači problémy. Vydavatel softwaru také nenese žádnou odpovědnost za škody způsobené betaverzí.

### Druhy beta verzí
1. Closed beta – uzavřený test, většinou určený pouze vývojářům daného softwaru.
2. F&F beta – vývojáři si vyberou sami, kdo bude mít možnost účastnit se testu, většinou vybírají z řad rodiny a přátel (proto F&F = friends and family).
3. Open beta – je dostupná zdarma komukoli, kdo má zájem se testu účastnit.

## Release candidate
Release candidate (většinou se používá zkratka RC, česky „ercéčko“) je testovací verze připravovaného programu. Jedná se o kandidáta na konečnou, finální verzi. Release Candidate je k finální verzi blíže než betaverze. Ke zkratce RC se přidává i číslice. Vyjít tedy může RC1, RC2, RC3, atd. RC verze mohou být nestabilní. Verze Release Candidate byly použity například u operačního systému Windows Vista nebo u DC++ klienta StrongDC++.[zdroj?] Běžně se užívá při označování vývoje jádra Linuxu.

## Vydání
Jakmile je software oficiálně vydán, stává se tzv. stabilní verzí, což znamená že v softwaru přestanou být dělány velké změny. Formální pojmenování závisí od další metody distribuce.

### Release to manufacturing (RTM)
RTM (Release To Manufacturing), též označované jako going gold, je označení pro vydání na fyzických nosičích. Termín odkazuje na výrobu masteringu pro gramofonové desky nebo CD nosiče. Software označení RTM je tedy v podobě, jak byl odeslán do továrny, kde se vyrábějí (lisují) CD nosiče.

### General availability (GA)
General availability (GA) je marketingový pojem, který odkazuje na stav, ve kterém byly dokončeny všechny přípravné činnosti a software může být předáván konečným uživatelům.

## Podpora
Podpora (anglicky support) je doba, kdy je pro software výrobcem poskytována webová, telefonická nebo jiná servisní podpora. Jsou vydávány opravy nebo vylepšení ve formě aktualizací nebo ve formě větších Service packů (např. pro Windows XP).

## End-of-life
End-of-life' je označení pro software, který již není jeho výrobcem podporován. Někdy je označován jako abandonware. Software však může být dále používán (např. Windows XP v roce 2017 po třech letech od ukončení podpory používá stále přes 5 % lidí).